# Classe Colossus (cuirassé, 1882)
Pour les autres classes de navires du même nom, voir Classe Colossus.
La classe Colossus est la première classe de cuirassés de type pré-Dreadnought construite pour la Royal Navy à la fin du XIXe siècle.

## Conception
Elle fut la première classe de navire de guerre à recevoir une artillerie moderne à culasse rayée pour un chargement rapide. C'est l'Arsenal royal de Woolwich qui réalisa cette nouvelle gamme de canon de 12 pouces (304,8 mm).

## Les unités de la classe
| Nom           | Lancement    | Armement        | Chantier naval             | Fin de carrière               | Photo |
| ------------- | ------------ | --------------- | -------------------------- | ----------------------------- | ----- |
| HMS Colossus  | 21 mars 1882 | 31 octobre 1886 | HMNB Portsmouth Portsmouth | vendu en 1910 pour démolition |       |
| HMS Edinburgh | 18 mars 1882 | 8 juillet 1887  | Pembroke Dock Pembroke     | vendu en 1910 pour démolition |       |

## Histoire

### HMSColossus
Il a servi dans l' Escadre de la Méditerranée de 1886 à 1893. Puis il a été reclassifié en bateau de garde-côte.
En 1895 il est versé dans la Première Escadre de Réserve. En 1901 il rejoint le HMS Excellent à Portsmouth jusqu'en 1904. Puis il est vendu en 1906 pour être détruit en 1908.

### HMS Edinburgh
Son achèvement a été retardé en raison de la lenteur de la réalisation de son armement lourd. Après l'explosion du chargeur de 12 pouces à bord du HMS Collingwood il a dû attendre, comme d'autres bateaux, la réalisation d'un modèle plus performant.
Il a été commissionné à Portsmouth en juillet 1887 lors de la Revue navale du Jubilé d'or de la flotte de 1887. Puis il a rejoint l' Escadre de la Méditerranée sous le commandement du commander Percy Scott jusqu'en 1894.
Il a servi à Hull comme garde-côte, puis à Queensferry jusqu'en 1897, avant de rentrer dans la réserve. En 1908 il a été converti comme bateau cible pour tester et mesurer l'effet sur les blindages des obus remplis de lyddite, explosif le plus puissant de cette période. Il a été vendu en 1910 pour démolition.